# 亚历山德里亚 (意大利)

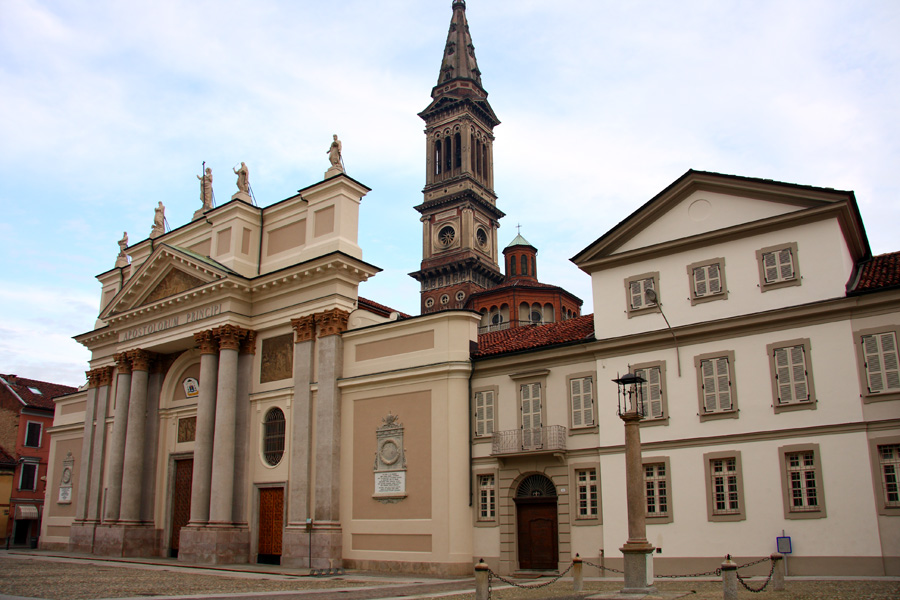
市容

亚历山德里亚（義大利語：Alessandria）位于意大利皮埃蒙特大区塔纳罗河畔，是亚历山德里亚省的首府，人口约9万（2004年）。

## 友好城市
- 法國 阿让特伊